# Ptinella cavelli
Ptinella cavelli es una especie de escarabajo del género Ptinella, tribu Ptinellini, familia Ptiliidae. Fue descrita científicamente por Broun en 1893.

## Hábitat
Habita bajo la corteza, hojas muertas y en coníferas.

## Distribución
Se distribuye por Reino Unido.